# علی‌اکبر رحیمی
علی‌اکبر رحیمی (۱۳۰۸–۱۳۷۶) اردبیل خواننده موسیقی ایرانی بود.

## زندگی‌نامه
وی در سال ۱۳۰۸ در محله پیرزرگر اردبیل دیده به جهان گشود. دوران تحصیل ابتدایی را در مدرسه سنایی و دوره راهنمایی را در مدرسه صفوی اردبیل به اتمام رساند. مادرش صدای دلنشینی داشت ولی به دلیل اعتقادات مذهبی و جو سنتی اردبیل از بروز آن حذر می نمود. پس از مدتی به تهران رفته و در در ارتش استخدام شد.

## دوره حرفه ای
با اعلان جذب خواننده در رادیو تهران در آنجا استخدام می شود. به مدت شش ماه زیرنظر مشیر همایون شهردار دوره  تکمیلی موسیقی را فرا گرفته و به همراه اکبر گلپایگانی گواهی رسمی خوانندگی را از رادیو تهران دریافت می کند.  برای تکمیل دوره حرفه موسیقی در محضر ابوالحسن صبا ، غلامحسین بنان و جواد بدیع‌زاده حضور پیدا می کند. پس از این دوران به اردبیل بازگشت و شروع به تربیت هنرمندانی چون رامبد صدیف، سلیم موذن زاده اردبیلی در چهارچوب ردیف های موسیقی ایرانی پرداخت.وی اولین خواننده رادیو بود که در طی سفرها به باکو از طرف رادیو، ردیف های موقام موسیقی آذربایجان را از محضر حاجی‌بابا حسین‌اف که اصالتا اهل اردبیل بود آموخت. وی در سال ۱۳۷۶ در اردبیل در گذشت.